# Лютткенс, Алиса
Анна Алиса Мария Лютткенс, урождённая Кронквист (швед. Anna Alice Maria Lyttkens; 17 декабря 1897, Мальмё — 25 сентября 1991, Стокгольм) — шведская писательница, автор книг о женской эмансипации и исторических романов.

## Биография и творчество
Алиса Кронквист родилась в 1897 году в Мальмё. Её родителями были Юхан Кристофер и Антония Кронквист. Отец работал детским врачом, и Алиса часто сопровождала его к больным, благодаря чему с ранних лет познакомилась с несправедливостью социального устройства. Окончив в 1915 году школу для девочек, она некоторое время училась на медсестру в больнице Мальмё, однако курс обучения не закончила. В 1918 году она познакомилась с Ингве Лютткенсом, студентом-правоведом, и вскоре забеременела от него. Состоялась быстрая помолвка и свадьба, после чего молодожёны переехали в Стокгольм, где Ингве устроился работать в адвокатскую контору. Всего у них родилось трое детей.
Алиса Лютткенс начала свой творческий путь как писатель-реалист. Её первый роман «Resan norrut», написанный в 1931 году, был отвергнут издательством Альберта Бонье, но в 1936 году он был опубликован в нескольких выпусках журнала Idun. В 1932 году вышел её роман «Synkopen», в котором рассматривался вопрос, возможно ли для женщины сочетать счастливую семейную жизнь и успешную самостоятельную карьеру. В 1930-х годах Алиса Лютткенс написала ещё пять романов, посвящённых актуальной теме женской эмансипации. Со временем дом Лютткенсов в Стокгольме стал местом встречи писателей и других представителей культурной элиты.
В 1939 году был опубликован роман «Falsk vittnesbörd» о судьбе одной семьи, живущей в начале XX века. Постепенно Лютткенс, отчасти под влиянием своей подруги Сигрид Ундсет, обратилась к жанру исторического романа. В 1943 году вышла первая её книга в этом жанре — «Lyckans temple». Всего она создала 40 книг на историческую тематику, действие которых обычно происходит в XVIII или XIX веке. Несмотря на то, что эти романы считались развлекательной литературой, они отличаются достоверностью исторических реалий и яркими образами сильных и независимых женщин.
В общей сложности литературная карьера Алисы Лютткенс продолжалась 60 лет. В восьмидесятилетнем возрасте она начала писать мемуары, которые издавались в семи томах с 1977 по 1989 год под общим название «Leva om sitt liv». Писательница умерла в 1991 году и была похоронена на Северном кладбище в Сольне. Её последняя книга, «Jag minns», была опубликована посмертно в 1992 году.